# Juan López Fontana

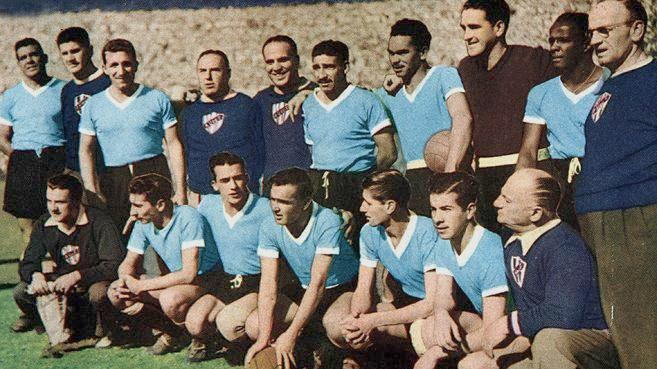
Team of Uruguay, world champions. (1950)

Juan López Fontana (Montevidéu, 15 de março de 1908 — Montevidéu, 4 de outubro de 1983) foi um treinador de futebol nascido no Uruguai.  Foi o técnico da Seleção Uruguaia de Futebol nas Copas do Mundo de 1950 e 1954.
López nasceu no Barrio Palermo, na capital uruguaia. Foi assistente médico no Central Español, quando este era treinado por Alberto Suppici, que já tinha levado o Uruguai à primeira conquista mundial em 1930.
Treinou a Seleção Uruguaia de Futebol em três oportunidades, em uma delas, acumulou o cargo comandando o Peñarol. Entre 1959 e 1960 treinou a Seleção Equatoriana.

## Títulos
- Copa do Mundo de 1950